# 助理主教
助理主教（英語：coadjutor bishop）是天主教、聖公會等實施主教制度的基督教宗派裡，被委派去輔佐和擁有教區正權主教繼承權的主教。

## 天主教
在天主教会內，助理主教是一種特別的輔理主教。但他們之間的分別是，助理主教擁有教區主教的自動繼承權。這表示當教區主教因各種原因而退位時，助理主教便會自動成為教區的下一任主教。原則上，助理主教的委任通常只會在教區主教將近退休年齡，或者教區主教健康狀況出現問題下才會出現。。當上述情況出現時，教宗便會委任助理主教，給予時間助理主教去熟悉教區事務，以便他日後管理教區。例如在1996年，時任天主教香港教區主教胡振中樞機將近75歲退休年齡時，便同時祝聖陳日君和湯漢為教區助理主教和輔理主教。在2002年，胡振中樞機病逝，陳日君便接任教區主教一職。
在中國大陸，由於天主教地上教會與地下教會的長期分立，任命助理主教也常常作為一種調和地上教會與地下教會之間的方法。例如天主教上海教區的金魯賢主教（官方教會認定為上海教區正權主教）在2004年得到教會寬免後獲承認為助理主教，輔助教廷認可的上海教區范忠良正權主教（地下教會系統）。